# Dowlish Wake
Dowlish Wake är en ort och civil parish i Storbritannien.   Den ligger i grevskapet Somerset och riksdelen England, i den södra delen av landet, 200 km väster om huvudstaden London. Dowlish Wake ligger 64 meter över havet och antalet invånare är 293.
Terrängen runt Dowlish Wake är huvudsakligen platt, men västerut är den kuperad. Runt Dowlish Wake är det ganska tätbefolkat, med 134 invånare per kvadratkilometer. Närmaste större samhälle är Taunton, 19,0 km nordväst om Dowlish Wake. Trakten runt Dowlish Wake består i huvudsak av gräsmarker.